# Exeter, Hampton and Amesbury Street Railway
Die Exeter, Hampton and Amesbury Street Railway ist ein ehemaliger Überlandstraßenbahnbetrieb in New Hampshire und Massachusetts (Vereinigte Staaten). Er bestand von 1897 bis 1926.

## Geschichte

### Bau des Streckennetzes und Pacht weiterer Strecken
Bereits am 7. August 1889 wurde die Exeter Street Railway Company gegründet, um eine elektrische Überlandstraßenbahn vom Court Square (Kreuzung Front Street/Water Street) in Exeter über Hampton nach Hampton Beach zu bauen. Zunächst standen jedoch nicht genügend Mittel zur Verfügung, um das Projekt zu verwirklichen. Erst Anfang 1897 erwarben Wallace D. Lovell und andere Investoren die Bahngesellschaft. Sie gründeten außerdem die Rockingham Electric Company, um die anliegenden Gemeinden mit Strom zu versorgen. Am 19. Mai 1897 begannen die Bauarbeiten und bereits am 6. Juli des gleichen Jahres wurde der planmäßige Betrieb zwischen Exeter und dem Depot der Bahn in Hampton Village aufgenommen. Drei Tage später fuhren die Bahnen bis zum Casino in Hampton Beach.
Im folgenden Jahr begannen die Pläne für eine Strecke zur Staatsgrenze nach Massachusetts bei Smithtown. Da die Konzession der Exeter Street Railway nur Strecken im Stadtgebiet von Exeter und Hampton vorsah, gründete Lovell am 13. Juni 1898 die Hampton and Amesbury Street Railway Company, die die geplante Strecke von der Stadtgrenze Hamptons bis Smithtown verwalten sollte. Inzwischen wurde jedoch in Exeter der Bahnhof an die Straßenbahn angeschlossen. Hierzu baute die Bahngesellschaft eine große Schleife vom Court Square durch die Front Street, Kossuth Street, Garfield Street, Lincoln Street, Linda Street, Main Street und Water Street wieder zum Court Square. 
Die Bauarbeiten für die Strecke nach Smithtown begannen zwar im November, wurden über den Winter jedoch unterbrochen und erst im Frühjahr 1899 fortgesetzt, als auch die Pläne für eine Verlängerung dieser Strecke nach Amesbury bereits feststanden. Für diese Verlängerung wurde am 20. März 1899 in Massachusetts die Amesbury and Hampton Street Railway Company gegründet. Unterdessen gründete Lovell am 15. Februar 1899 die Exeter, Hampton and Amesbury Street Railway Company (EH&A), die am 30. Juni des gleichen Jahres mit der Exeter Street Railway, der Hampton and Amesbury Street Railway und der Rockingham Electric Company fusionierte. Mit der in Massachusetts gegründeten Amesbury&Hampton konnte aus rechtlichen Gründen keine Fusion erfolgen, die EH&A pachtete sie am 1. Juli für 25 Jahre. Drei Tage später ging die Strecke von Hampton Village zum Market Square in Amesbury in Betrieb. In Amesbury wurde ein weiteres Depot gebaut. Am 24. Juni 1900 wurde eine Verbindung zur Straßenbahn Portsmouth hergestellt. Eine kurze Zweigstrecke von Hampton Beach zur Stadtgrenze von Hampton wurde zeitgleich mit der Strecke von Portsmouth eröffnet. Umgestiegen werden musste hierbei nicht, die Wagen aus Portsmouth fuhren bis zum Hampton Beach Casino durch und benutzten im Stadtgebiet von Hampton die EH&A-Strecke mit.
Am 1. Juli 1901 pachtete die EH&A mehrere Straßenbahngesellschaften für jeweils 99 Jahre, nämlich die Portsmouth and Exeter Street Railway, die Seabrook and Hampton Beach Street Railway und die Haverhill, Plaistow and Newton Street Railway. Im gleichen Jahr wurde auch die Dover, Somersworth and Rochester Street Railway gepachtet, die langfristig mit dem Netz verbunden werden sollte. Die Portsmouth&Exeter verband ab 1902 Portsmouth mit Exeter und benutzte zwischen der Kreuzung Portsmouth Avenue/High Street und dem Bahnhof Exeter die EH&A-Strecke mit. Die Seabrook&Hampton Beach verband ab 1901 Smithtown und Hampton Beach über Seabrook Beach, ab 15. Mai 1902 gab es in Hampton Beach auch eine Gleisverbindung zur EH&A, nachdem eine neue Brücke über den Hampton River eröffnet worden war. Am 1. Juli 1902 wurde auch die Haverhill and Plaistow Street Railway für 99 Jahre gepachtet. Zusammen mit der Amesbury&Hampton und der Haverhill, Plaistow&Newton hatte sie eine Straßenbahnstrecke von Amesbury nach Haverhill gebaut, die 1902 eröffnet wurde. Einschließlich der gepachteten Strecken belief sich das Streckennetz der EH&A auf 121,317 Kilometer, die Gleislänge betrug 125,254 Kilometer. Alle Strecken waren eingleisig mit Ausweichen. Als Holding-Gesellschaft wurde am 19. November 1901 die New Hampshire Traction Company gegründet, die alle beteiligten einzelnen Bahngesellschaften sowie einige weitere, die in Besitz von Lovell waren, verwaltete. Das EH&A-Netz wurde zur Eastern Division dieser Gesellschaft. Am 24. August 1905 übernahmen die New Hampshire Electric Railways die New Hampshire Traction und führten den Betrieb auf dem gesamten Netz.

### Konkurs und Neuanfang
Die bestehenden Pachtverträge der EH&A wurden am 1. Dezember 1905 aufgelöst und am 14. Mai 1906 ging die Gesellschaft in Konkurs. Konkursverwalter wurde Allan Hollis. Das Streckennetz der EH&A bestand nun nur noch aus der Strecke Exeter–Hampton Beach Casino, der Strecke Hampton Village–Smithtown und dem kurzen Abzweig Hampton Beach–Portsmouth Junction, insgesamt eine Streckenlänge von 33,347 Kilometern. Die Mitbenutzungsverträge für EH&A-Strecken blieben jedoch bestehen und die New Hampshire Electric Railways führte weiterhin den Betrieb. Ab dem 1. Januar 1907 übernahm die EH&A die Betriebsführung jedoch selbst. Nachdem das Depot in Hampton am 1. März 1907 zusammen mit sechs darin befindlichen Wagen abgebrannt war, musste die Gesellschaft gebrauchte Wagen anderer Straßenbahnbetriebe kaufen, um den Betrieb aufrechterhalten zu können. Am 1. April 1908 wurde die Bahngesellschaft unter ihrem alten Namen neu aufgestellt und im gleichen Jahr wurde nahezu das gesamte Streckennetz saniert.
Da der Betrieb nicht rentabel war, ersuchte 1918 die Gesellschaft bei der Regierung um die Erlaubnis, die Strecken stilllegen zu dürfen. Die Regierung legte den 1. Mai 1919 als Stilllegungsdatum fest und der Betrieb wurde an diesem Tag vorerst eingestellt. Da jedoch die Stadt Hampton ein Interesse daran hatte, dass die Bahn weiterhin verkehrte, wurden die Gleise nicht abgebaut und die Stadt kaufte die Bahn am 1. Februar 1921 für 76.000 US-Dollar. Nicht eingeschlossen war der kurze Abschnitt vom Casino in Hampton Beach zum nördlichen Brückenkopf der Brücke über den Hampton River, der der EH&A gehört hatte, aber nie von dieser betrieben wurde, sondern von Anfang an nur von den Linien aus südlicher Richtung befahren wurde. Dieser Abschnitt wurde an die Massachusetts Northeastern Street Railway verkauft, die 1913 die Straßenbahn Haverhill–Hampton Beach und damit die ehemals gepachteten Teile des EH&A-Netzes übernommen hatte. Nach den notwendigen Reparaturen fuhren ab Oktober 1921 wieder Straßenbahnen auf dem Streckennetz.

### Endgültiges Ende des Betriebs
Am 17. Mai 1925 stellte die Straßenbahn Portsmouth ihren Betrieb ein, was auch zur Stilllegung des EH&A-Abschnitts Hampton Beach–Portsmouth Junction führte. 1925 beantragte die Stadt Hampton, über den Winter den Betrieb mit Bussen durchführen zu dürfen. Dies wurde genehmigt und am 4. November 1925 verkehrten die letzten Straßenbahnen. Obwohl geplant war, im Frühjahr wieder auf der Schiene zu fahren, wurde der Busbetrieb beibehalten und die Straßenbahn am 29. Mai 1926 endgültig stillgelegt und daraufhin abgebaut.

## Betrieb
Mit Eröffnung der Strecke Exeter–Hampton Beach 1897 verkehrte im Sommer alle 30 Minuten ein Wagen, zu den übrigen Jahreszeiten stündlich.
Nach der Inbetriebnahme des restlichen Netzes bis 1902 verkehrten im Sommer die Linien Haverhill–Seabrook–Hampton Beach, Exeter–Hampton Beach und Hampton Village–Smithtown sowie die Linie von Portsmouth nach Hampton Beach der Straßenbahn Portsmouth, eine Linie von Salisbury bzw. Newburyport nach Hampton Beach, die der Haverhill and Amesbury Street Railway gehörte und von Seabrook Beach bis Hampton Beach auf dem EH&A-Netz verkehrte, sowie die Linie Portsmouth–Exeter. Im Winter wurden die Linien Haverhill–Amesbury, Amesbury–Smithtown–Hampton Village–Exeter und Hampton Village–Portsmouth Junction–Hampton Beach, sowie die Linie von Salisbury/Newburyport nach Hampton Beach und die Linie Portsmouth–Exeter betrieben. Zwischen Smithtown und Seabrook Beach ruhte der Verkehr.
Nachdem die betriebliche Abspaltung von den New Hampshire Electric Railways erfolgte, fuhren die EH&A-Triebwagen von Exeter im Sommer nach Hampton Beach und im Winter nach Smithtown, den jeweils anderen Abschnitt bediente ein Pendelwagen. Der im Winter zwischen Hampton Village und Hampton Beach verkehrende Pendelwagen fuhr über Portsmouth Junction, wo die Linie aus Portsmouth endete und eine Anschlussbeziehung hergestellt wurde.